# Sisowath Monivong
Sisowath Monivong nació en Phnom Penh en 1875, en una época en la que su país era un protectorado de Francia como parte de la Indochina francesa.

## Biografía
El príncipe Sisowath era sobrino del rey Norodom, quien sufrió las consecuencias del mando francés limitando sus poderes a las disposiciones extranjeras. La capital real era la antigua ciudad de Odong, pero durante el llamado Protectorado Francés esta sería movida definitivamente a Phnom Penh.
En 1904 muere su tío, el rey Norodom y su padre es coronado rey, el príncipe Sisowath, haciendo al príncipe Sisowath Morodom el heredero directo al trono. La suerte del rey Sisowath no será muy diferente de la del rey Norodom: Estará supeditado a la fuerza colonial europea. 
La muerte de su padre en 1927 lo convierte en Rey de Camboya cuando tenía 57 años de edad, pero la historia no cambia con el nuevo rey Sisowath Monivong, pues no verá a su pueblo libre e independiente. El poder de facto estaba en manos del residente General Francés.

## Génesis del comunismo camboyano
Sería durante el reinado de Sisowath Monivong que Camboya se abriría a los procesos que marcarían su historia durante la segunda mitad del siglo XX. La génesis del comunismo camboyano entraría durante el tiempo de su reinado y personalidades como Ieng Sary y Pol Pot comenzarían su carrera política. En 1930 Hồ Chí Minh fundaría el Partido Comunista Indochino que ganaría una gran popularidad en Camboya. Las intenciones del Partido, al menos la facción jemer, fueron las de liberar al país de la colonización francesa, pero nunca atentaron contra la institución misma de la monarquía, con la excepción de Saloth Sar, el cual manifestaría sus antipatías solo como estudiante en París.

## Segunda Guerra Mundial
Fue rey camboyano durante la II Guerra Mundial. Francia, debilitada, abrió el camino al desarrollo de movimientos independentistas, sobre todo de la mano de los comunistas. La mano alemana que ocupó Francia hizo sentir sus influencias en las colonias de ese país. El rey Sisowath Monivong, sin ningún poder decisivo en la vida política de su país, vio como los japoneses iniciaban su campaña de sometimiento del Sudeste asiático y como invadían Camboya a principios de 1941. Los gobernantes franceses, títeres primero de los alemanes, lo serían ahora de los japoneses. Tailandia, aliada del Japón por entonces, aprovecharía la oportunidad y ocuparía territorio camboyano ante la mirada impotente del rey. Toda esta historia de amarguras debilitaría la salud del rey que gobernó con las manos atadas. Se retiró a la provincia de Kampot y murió en 1941 sin ver a su pueblo libre. La puerta la abriría su nieto, el príncipe Norodom Sihanouk, quien sería coronado rey con tan solo 19 años.
- Datos: Q522827
- Multimedia: Sisowath Monivong / Q522827